# Thomas Picton
Thomas Picton GCB GCTE (24 de agosto de 1758 – 18 de junho de 1815) foi um general do exército britânico de origem galesa, que foi baleado na cabeça na batalha de Waterloo. Ele comandou a Divisão de Picton, que formou a direita do dispositivo anglo-holandês durante a batalha, incluindo o 92nd Gordon's Highlander. Sua divisão empurrou o primeiro Corpo de Drouet D'Erlon e precedeu a grande carga de cavalaria pesada britânica. Ele foi oficial mais graduado a morrer  durante a batalha de Waterloo.
Um monumento marca o local onde ele foi morto. Seu corpo foi trazido para Londres, e enterrado no jazigo da família em St George, Hanover Square. Um monumento público foi erguido em sua memória na St Paul's Cathedral por ordem do parlamento, e em 1823 outro foi erguido em Carmarthen no País de Gales.